# Галицкий автозавод
Галицкий автозавод (укр. Галицький автозавод) – предприятие автомобильной промышленности в Железнодорожном районе Львова, выпускавшее автобусы малого и среднего класса марки ГалАЗ. Основателем и владельцем автозавода стало львовское предприятие ООО «Мера и Ко», начинавшее свою деятельность с пассажирских перевозок. Завод функционировал в 2005 – 2015 годах.

## История
В сентябре 2005 года корпорация «Эталон–Авто» объявила о намерении открыть во Львове Галицкий автобусный завод на базе государственного ОАО «ЭКТИавтопром», имущество которого было решено взять в аренду. Производственные мощности завода должны были обеспечивать выпуск до 200 автобусов в год.
В октябре 2005 года предприятием был представлен предсерийный образец автобуса малого класса ГалАЗ–3207 «Виктория», разработанного на шасси и агрегатах автомобиля ГАЗ–331041 «Валдай». К 8 ноября 2005 года был построен и представлен второй автобус.
В конце 2005 года завод начал работу.
В 2006 году завод подготовил к производству автобус малого класса ГалАЗ–3208.11 «Бизон» на шасси российского грузовика ЗиЛ–5301 «Бычок», первый образец которого был представлен 23-28 мая 2006 года на проходившем в Киеве международном автосалоне SIA'2006 (Фото). Однако в конце сентября 2006 года завод отказался от производства ГалАЗ-3208.
В течение 2006 года завод выпустил 26 автобусов, в 2007 году - ещё 90, в 2008 году - ещё 86.
В 2007 году завод освоил серийное производство нового автобуса ГалАЗ–А075, который в модификациях был переименован в ГалАЗ–3209. Автобусы строились на грузовых шасси Mercedes–Benz Vario и Mercedes–Benz T2 cерии 800 с дизельным двигателем OM 904 LA (Euro 2) мощностью 136–177 л.с. Выпускались в пригородном и городском исполнениях. Пригородные модификации отличаются размерами кузова: ГалАЗ–3209.10 при колесной базе 4250 мм вмещает 26 пассажиров, а у ГалАЗ–3209.60 база на 550 мм больше, что позволило установить в салоне дополнительный ряд сидений и довести пассажировместимость до 30 мест. У всех модификаций передние двери – автоматические, задние – ручные. Колеса с посадочным размером 17,5 дюймов. В стандартной комплектации автобусы оснащались автономными подогревателями Webasto DWB 2016 и гидроусилителями руля. По заказу автобусы комплектовались тонированными окнами, маршрутоуказателями и мягкими сиденьями.
В производственной номенклатуре завода были также автобусы ГалАЗ–А307.50 на шасси Mercedes–Benz Sprinter, обновленный ГалАЗ–3207 на шасси Iveсo 65F15 и ГалАЗ–А510.50 «Галич», но сведений об их выпуске нет.
19 декабря 2008 года завод приостановил работу в связи с необходимостью аккумулировать средства для возобновления производства. С целью сокращения непроизводственных расходов, работники были отправлены в отпуска. В начале января 2009 года завод простаивал, но затем возобновил производство. Всего с начала января до конца февраля 2009 года завод выпустил 5 автобусов. Большинство специалистов предприятия перешло на расположенный по соседству завод «Стрый Авто».
18 декабря 2014 года хозяйственный суд Львова вынес решение о признании завода банкротом и начал процедуру по его ликвидации. К началу 2016 года завод уже не функционировал.

## Продукция
| Модификации              | Габариты, мм | Габариты, мм | Габариты, мм | Габариты, мм | Пассажировместимость | Пассажировместимость    | Тип модификации           |
| Модификации              | Длина        | Ширина       | Высота       | База         | Общая                | Количество сидячих мест | Тип модификации           |
| ------------------------ | ------------ | ------------ | ------------ | ------------ | -------------------- | ----------------------- | ------------------------- |
| ГалАЗ–3207.05 «Виктория» | 7450         | 2350         | 2970         | 4000         | 42                   | 18/22                   | городская                 |
| ГалАЗ–3207.25 «Виктория» | 7450         | 2350         | 2970         | 4000         | 40                   | 22                      | Пригородная/междугородная |
| ГалАЗ–3207.60 «Виктория» | 7940         | 2350         | 2970         | 4250         | 42                   | 24                      | Пригородная/междугородная |
| ГалАЗ–3207.62 «Виктория» | 7940         | 2350         | 2970         | 4250         | 37                   | 26                      | Пригородная/междугородная |

- автобус ГалАЗ–3207.63 «Виктория» (междугородная модификация);
- автобус ГалАЗ–3208.11 «Бизон» (пригородная модификация);
- автобус ГалАЗ–3209.10 (городская модификация);
- автобус ГалАЗ–3209.60 (междугородная модификация).[14]